# Vavro Šrobár
Vavrinec Ján Šrobár, conocido como Vavro Šrobár (Lisková, 9 de agosto de 1867 - Olomouc, 6 de diciembre de 1950) fue un médico y político eslovaco. Fue una figura importante en la política eslovaca en el período de entreguerras.
Šrobár desempeñó un papel importante en la creación de Checoslovaquia en 1918 tras el colapso del Imperio austrohúngaro y ocupó una variedad de funciones ministeriales entre las guerras. También se desempeñó durante muchos años como representante en el parlamento checoslovaco y fue profesor titular de historia de la medicina. Šrobár se retiró de la vida pública antes del estallido de la Segunda Guerra Mundial, pero después de la guerra reanudó su carrera ministerial en el gobierno checoslovaco restablecido en los cinco años anteriores a su muerte.

## Primeros años y educación
Nacido en Lisková (entonces parte del Reino de Hungría), se educó entre 1878 y 1882 en el gymnasium de Ružomberok, donde solo se usaba el idioma húngaro, que no hablaba, como idioma de educación. Se mudó al gymnasium de habla alemana en Levoča entre 1882 y 1883 antes de pasar, entre 1883 y 1886, al gymnasium en Banská Bystrica y Přerov en Moravia, donde finalmente se graduó. Como era eslovaco, no se le permitió graduarse en el gymnasium de la Alta Hungría (que corresponde principalmente a la actual Eslovaquia). De 1888 a 1898, Šrobár estudió medicina en la Universidad Carolina de Praga, donde presidió la organización estudiantil Detvan.

## Surgimiento político
Después de graduarse, regresó a Ružomberok y se convirtió en el fundador y editor en jefe de la revista Hlas ("La Voz"), publicada por y en apoyo de jóvenes intelectuales progresistas eslovacos que se oponían al enfoque conservador de la política del Partido Nacional Eslovaco. Fue partidario y conocido de Tomáš Garrigue Masaryk, el sociólogo y filósofo que llegó a ser el fundador y primer presidente de Checoslovaquia. Después de postularse sin éxito para un escaño en la Dieta de Hungría, su agitación en nombre de las causas eslovacas lo llevó a ser encarcelado durante un año en 1906, junto con Andrej Hlinka, por «instigación contra la nacionalidad magiar». Continuó trabajando como médico y en 1909 publicó Ľudová obrázková zdravoveda ("Guía ilustrada de salud pública").
Las aspiraciones eslovacas hacia la independencia continuaron hirviendo a fuego lento durante la Primera Guerra Mundial, acompañadas por el surgimiento de un movimiento agrario en el que Šrobár estuvo involucrado. Junto con Anton Štefánek y Pavol Blaho, visitó pueblos eslovacos para promover el curso de la unidad checa y eslovaca y para brindar educación política y cultural a los campesinos. También se involucró con el Consejo Nacional Checoslovaco (CNR), una organización de emigrados dirigida por Edvard Beneš que hizo campaña en el extranjero por un estado checoslovaco independiente. Actuó como representante de Maffie, la operación clandestina del CNR en las tierras checas y Eslovaquia. Al final de la guerra, el Imperio austrohúngaro comenzaba a desintegrarse y el 1 de mayo de 1918 Šrobár proclamó el derecho del pueblo eslovaco a la autodeterminación y a crear un estado común con los checos. Fue arrestado por las autoridades húngaras y encarcelado hasta octubre de 1918 cuando el imperio se derrumbó.

## Carrera en la Checoslovaquia de entreguerras
Šrobár fue nombrado presidente eslovaco del CNR [1] y firmó la proclamación de independencia del nuevo estado checoslovaco, que se leyó en Praga el 28 de octubre. Fue el único eslovaco involucrado. De ninguna manera era una figura política importante en Eslovaquia en ese momento y su participación solo unos días después de su liberación de la prisión fue bastante fortuita, como recordó más tarde:

Alrededor del 24 de octubre se apoderó de mí un malestar confuso y vago. [...] El lunes 28 de octubre me bajé del tren [...] Me dirigí a la redacción del Nat. Listy , donde conocí a Štefánek. [...] 'Llevamos tres días esperándote'. [...] Frente al Obecny dom [ayuntamiento] había una gran multitud. […] A lo largo de toda la noche y los días siguientes pusimos los requisitos [institucionales] del estado.

De hecho, el CNR no había pensado en enviar una invitación oficial a los eslovacos (cuyo propio Consejo Nacional Eslovaco emitiría su propia declaración de independencia dos días después, sin conocer las acciones del CNR), pero como Šrobár era bien conocido por Masaryk y los otros líderes checos fue aceptado como representante de Eslovaquia. El descuido fue indicativo del impulso de los líderes checos para crear una Checoslovaquia dirigida por checos, con los eslovacos relegados a un papel subordinado.
Durante los siguientes dos meses, Šrobár fundó el gobierno provisional de Eslovaquia y se convirtió tanto en el ministro de salud de Checoslovaquia como en el ministro de administración de Eslovaquia. Conservó ambos cargos hasta 1920 y contribuyó significativamente al establecimiento del gobierno checoslovaco en Eslovaquia, ejerciendo poderes prácticamente dictatoriales en nombre del gobierno de Praga. Fue decisión de Šrobár hacer de la antigua ciudad austriaca de Pressburg, actual Bratislava, la capital administrativa de Eslovaquia, a pesar de que solo el 15% de su población antes de la guerra era eslovaca. También eligió quién representaría a Eslovaquia en la Asamblea Nacional Revolucionaria recién establecida. Solo 54 de sus 256 miembros eran de Eslovaquia, y de ellos solo 41 eran de etnia eslovaca. Los luteranos superaron en número a los católicos, la denominación mayoritaria en Eslovaquia, por tres a uno, lo que refleja las inclinaciones pro luteranas de Šrobár pero enfureció al clero católico eslovaco y aumentó las tensiones étnicas y religiosas en el nuevo estado. Disolvió el Consejo Nacional Eslovaco el 8 de enero de 1919 como parte de una campaña centralizadora, por lo que fue ampliamente criticado, y un año después, la propia Eslovaquia fue abolida como unidad administrativa bajo la nueva constitución.
Šrobár se desempeñó como miembro del parlamento checoslovaco entre 1918 y 1925, representando inicialmente al Partido Nacional Republicano y Campesino de Eslovaquia y posteriormente al Partido Republicano de Agricultores y Campesinos después de una fusión con otro partido a principios de la década de 1920. La carrera ministerial de Šrobár continuó entre 1920 y 1923 con nombramientos como ministro de salud pública y educación física, ministro de unificación de leyes y organización de la información y ministro de educación e ilustración nacional.
En 1923, Šrobár presentó su tesis posdoctoral en medicina social en la Universidad Comenius de Bratislava. Fue elegido para el Senado de Checoslovaquia en 1925 y actuó como presidente del Club Agrario en el Senado entre 1925 y 1929. Publicó una obra en dos volúmenes, Oslobodené Slovensko (Eslovaquia liberada) entre 1928 y 1932, y en 1935 la Universidad Comenius lo nombró profesor titular de historia de la medicina. Dos años más tarde, en 1937, se retiró de la vida académica y política.

## Segunda Guerra Mundial y carrera de posguerra
Durante la Segunda Guerra Mundial, cuando Eslovaquia era un estado títere pro-nazi nominalmente independiente, Šrobár fue discretamente activo como partidario de la oposición antifascista checoslovaca. Se convirtió en copresidente del Consejo Nacional Eslovaco revivido en 1944, en representación de los elementos no comunistas del movimiento antifascista, y escribió el texto de una declaración leída por Jozef Styk el 30 de agosto de 1944 que inició la Insurrección nacional eslovaca contra el gobierno pronazi.
Después de la guerra, fue nombrado ministro de finanzas en la Checoslovaquia restaurada y ocupó este cargo hasta 1947. Šrobár también fundó el católico Partido de la Libertad en 1946, que luego ingresó en el Frente Nacional, y publicó una autobiografía, Z môjho života (De mi vida) en el mismo año. Posteriormente se desempeñó como ministro para la unificación de las leyes. Continuó en este cargo en el gobierno comunista de Klement Gottwald que llegó al poder en el golpe de Estado checoslovaco de 1948. El 6 de diciembre de 1950, Šrobár murió en Olomouc en Moravia y fue enterrado inicialmente allí. Sus restos fueron enterrados más tarde en el cementerio de San Martín en Bratislava.

## Lectura adicional
- Baer, Josette (2014). A Life Dedicated to the Republic: Vavro Šrobár's Slovak Czechoslovakism. Columbia University Press. ISBN 978-3-8382-6346-5.